# Kościół św. Antoniego w Ożannie
Kościół św. Antoniego w Ożannie – rzymskokatolicki kościół filialny Parafii Tarnawiec w Ożannie, w województwie podkarpackim.
Wybudowany w latach 1989-1993 wg projektu Stanisława Zarycha. Na sygnaturce umieszczono dzwon z napisem: „Niech głos mój sumienia nasze budzi”. Budowę kościoła poprzedziło wybudowanie prowizorycznej drewnianej kaplicy. Wznoszenie murów zapoczątkował ks. wikary Antoni Krzysik i dla podkreślenia jego wniesionych zasług nowa świątynia otrzymała patrona.